# Paul Craft
Paul Craft (Memphis, 12 augustus 1938 – Nashville, 18 oktober 2014) was een Amerikaans zanger en songwriter. Composities van zijn hand werden cruciaal in de carrières van verschillende countryartiesten.

## Biografie
Craft werd geboren in Memphis in de staat Tennessee en groeide daarna op in Nashville, op het platteland van Arkansas en in Richmond, Virginia. Hij leerde gitaar, ukelele, accordeon en harmonica spelen. In Richmond speelde hij ook op een elektrische gitaar en een banjo, en trad hij op in de countryshow Old Dominion Barn Dance op de lokale radio.
In 1960 stopte hij een tijd met zijn universitaire studie die hij later hervatte en daarna vervolgde in de rechten. Tijdens zijn studieonderbreking sloot hij zich met zijn banjo aan bij Jimmy Martin & The Sunny Mountain Boys. Enkele jaren later kwamen hij en Bob McDill als songwriters in dienst van Allen Reynolds en Dickey Lee die in 1964 een muziekuitgeverij hadden opgericht in Memphis. In deze stad runde Craft van 1966 tot 1970 een eigen muziekwinkel. Ondertussen speelde hij bij de Settlers. Aan het begin van de jaren zeventig verhuisde hij naar Nashville. In 1971 had hij zijn doorbraak als songwriter met het lied Making up your mind dat werd uitgebracht door Jack Greene.
In 1974 tekende hij als zanger een contract bij Truth Records. Bij dit label nam hij het zelfgeschreven lied It's me again, Margaret op, dat goed was voor nummer 55 in de Hot Country Singles; de versie van Ray Stevens belandde in 1985 opnieuw in deze countryhitlijst. Vervolgens tekende hij in 1976 bij RCA Records waar hij vier singles uitbracht. Zijn single Brother Jukebox uit 1978 werd in 1991 een nummer 1-hit voor Mark Chesnutt.
In 1976 richtte hij zijn eigen muziekuitgeverij op, van waaruit hij naast zijn eigen composities ook werk van Tim O'Brien, Mark Germino, Don Schlitz, John Starling en een aantal andere songwriters aan de man bracht.
In de jaren zeventig raakten zijn composities bekend onder steeds meer artiesten die het vervolgens coverden, zoals Jerry Lee Lewis, de Eagles, de Osborne Brothers, Linda Ronstadt, Barbara Mandrell, Kenny Rogers, Clint Eastwood, Moe Bandy, Howard Keel, Bobby Bare sr. en Alison Krauss.
In oktober 2014 werd hij opgenomen in de Nashville Songwriters Hall of Fame. Nog dezelfde maand overleed hij in het Saint Thomas Midtown Hospital in Nashville op 76-jarige leeftijd.

## Discografie
Zelf had hij als zanger de volgende hits:
| Jaar | Single                                 | Hot Country Singles |
| ---- | -------------------------------------- | ------------------- |
| 1974 | It's me again, Margaret                | 55                  |
| 1977 | We know better                         | 98                  |
| 1977 | Lean on Jesus (Before he leans on you) | 55                  |
| 1978 | Teardrops in my tequila                | 84                  |

- Library of Congress Control Number: no98079140
- MusicBrainz: b73c32c7-4114-4df6-8e08-6d430c4bb4de
- Nationale Bibliotheek van Tsjechië: xx0078362
- Virtual International Authority File: 80212668